# Моран, Берна
Берна Моран (тур. Berna Moran, 23 января 1921, Стамбул — 31 октября 1993, Стамбул) — турецкий литературовед и литературный критик.

## Биография
Родился 23 января 1921 года в Стамбуле. Получил среднее образование в школе родного города Ишык (тур. Işık), также немного учился в школе Дарюшшафака (тур. Darüşşafaka). В 1941 году поступил в Стамбульский университет на литературный факультет, отделение английского языка и литературы, где получил докторскую степень. После окончания в 1945 году начал работать ассистентом на той же кафедре. Между 1950—1951 годами работал доцентом в Кембриджском университете в Соединённом Королевстве, где в 1956 году стал доцентом. В 1958 году он отправился в город Эрзурум на два года, чтобы основать кафедру английской филологии. Профессор с 1964 года. Моран вышел на пенсию в 1981 году.
Его работы были опубликованы в журналах «Yeni Ufuklar», «Yeni Dergi», «Birikim» и «Çağdaş Eleştiri». В 1973 году он получил премию Ассоциации турецкого языка за книгу «Литературные теории и их критика» (тур. Edebiyat Kuramları ve Eleştirileri) (1972), а в 1984 году — премию Союза писателей Турции в категории эссе-критика за книгу «Критический взгляд на турецкие романы» (тур. Türk Romanına Eleştirel Bir Bakış) (1983).
Умер от рака печени в 1993 году и был похоронен на кладбище Караджахмет.